# Onaslandet
Onaslandet är en ö i Finland. Den ligger i Finska viken och i kommunen Borgå i den ekonomiska regionen  Borgå i landskapet Nyland, i den södra delen av landet. Ön ligger omkring 33 kilometer öster om Helsingfors.
Öns area är 2,44 kvadratkilometer och dess största längd är 3,2 kilometer i nord-sydlig riktning. Ön höjer sig omkring 35 meter över havsytan.